# Babjevia anomala
Babjevia anomala är en svampart som först beskrevs av Babeva & Gorin, och fick sitt nu gällande namn av Van der Walt & M.T. Sm. 1995. Babjevia anomala ingår i släktet Babjevia och familjen Lipomycetaceae.   Inga underarter finns listade i Catalogue of Life.